# ARFU Asian Rugby Series 2006
Le Asian Series di rugby 2006 (in inglese 2006 ARFU Asian Rugby Series) furono la 3ª edizione delle Asian Series di rugby della confederazione rugbistica asiatica.
La prima e la seconda divisione di tale torneo funsero da penultimo turno delle qualificazioni asiatiche alla Coppa del Mondo di rugby 2007; la prima e la seconda classificata della prima divisione, infatti, accedettero al girone finale di qualificazione e ad esse si affiancò la vincitrice della seconda divisione, la quale guadagnò l'accesso anche alla prima divisione 2007.
Il campionato di prima divisione fu vinto dal Giappone; al secondo posto si classificò la Corea del Sud, che nell'ultimo incontro sconfisse la selezione del Golfo Persico relegando la formazione araba alla seconda divisione dell'anno successivo.
Per quanto riguarda la seconda divisione, altresì, fu Hong Kong ad avere la meglio all'ultimo incontro sullo Sri Lanka, battendo la Cina e condannandola alla retrocessione in terza divisione.
Furono quindi Giappone, Corea del Sud e Hong Kong a disputarsi l'accesso alla Coppa del Mondo di rugby 2007 nel successivo campionato asiatico a novembre.
Per la prima volta il torneo fu strutturato in varie divisioni, fino alla quinta, tutte con il meccanismo di promozione (la prima di ogni divisione) e retrocessione (l'ultima); oltre la quinta divisione fu previsto un torneo regionale senza promozioni che si tenne a Phnom Penh, in Cambogia, vinto dalla squadra di casa.

## 1ª divisione
| Arbitro: | Blair Collier |

| |      |                              |
| Ohata 13’, 65’, 70’ Onishi 17’ Imamura 26’ Kasai 39’ Kitagawa 45’ Makiri 54’, 77’ Kikutani 57’ Mizuno 62’ Takei 80’, 80+7’ | mt   |                              |
| Ando 17’, 39’, 45’ Onishi 57’, 70’, 77’, 80’                                                                               | tr   |                              |
| Ando 6’ | c.p. | 2’ Mouchet 10’, 32’ Tometzki |

| Arbitro: | Blair Collier |

|                                                                                 |    |                       |
| Hisadomi 11’ Takei 13’ Oto 27’ Kiso 32’ Yoshida 40+2’ Sato 42’ Ohata 44’, 80+6’ | mt | 58’ Yang 80’ T.H. Kim |
| Onishi 11’, 13’, 32’, 40+2’, 42’                                                | tr | 58’, 80’ K.H. Kim     |

| al-'Ayn 5 maggio 2006                                               | Golfo Persico | 5 – 20 referto              | Corea del Sud | Khalifa Stadium (1 500 spett.) |
| Riley 58’ mt 2’ Lee 24’ T.H. Kim 38’ Yun tr 2’ Oh c.p. 51’ K.H. Kim |               |                             |               |                                |
|                                                                     |               |                             |               |                                |
| Riley 58’                                                           | mt            | 2’ Lee 24’ T.H. Kim 38’ Yun |               |                                |
|                                                                     | tr            | 2’ Oh                       |               |                                |
|                                                                     | c.p.          | 51’ K.H. Kim                |               |                                |

### Classifica
|  | Squadra       | G | V | N | P | P+  | P-  | diff. | PT |
|  | ------------- | - | - | - | - | --- | --- | ----- | -- |
|  | Giappone      | 2 | 2 | 0 | 0 | 132 | 23  | 109   | 6  |
|  | Corea del Sud | 2 | 1 | 0 | 1 | 34  | 55  | -21   | 4  |
|  | Golfo Persico | 2 | 0 | 0 | 2 | 14  | 102 | -88   | 2  |

### Esito della 1ª divisione
- Giappone: campione asiatico, ammesso al girone finale di qualificazione alla Coppa del Mondo 2007 per la zona Asia
- Corea del Sud: ammessa al girone finale di qualificazione alla Coppa del Mondo 2007 per la zona Asia
- Golfo Persico: retrocessa alla 2ª divisione 2007

## 2ª divisione
| Data      | Incontro              | Risultato | Sede      |
| --------- | --------------------- | --------- | --------- |
| 29-4-2006 | Sri Lanka ― Cina      | 30–0      | Colombo   |
| 14-5-2006 | Hong Kong ― Sri Lanka | 42–14     | Hong Kong |
| 21-5-2006 | Cina ― Hong Kong      | 7–23      | Shenyang  |

|  | Classifica | G | V | N | P | P+ | P- | diff. | PT |
|  | ---------- | - | - | - | - | -- | -- | ----- | -- |
|  | Hong Kong  | 2 | 2 | 0 | 0 | 65 | 19 | 46    | 6  |
|  | Sri Lanka  | 2 | 1 | 0 | 1 | 44 | 44 | 0     | 4  |
|  | Cina       | 2 | 0 | 0 | 2 | 7  | 53 | -46   | 2  |

### Esito della 2ª divisione
- Hong Kong: promosso alla 1ª divisione 2007 e ammesso al girone finale di qualificazione alla Coppa del Mondo 2007 per la zona Asia
- Cina: retrocessa alla 3ª divisione 2007

## 3ª divisione
| Data      | Incontro               | Risultato | Sede      |
| --------- | ---------------------- | --------- | --------- |
| 8-6-2006  | Singapore ― Kazakistan | 0–29      | Singapore |
| 11-6-2006 | Taiwan ― Kazakistan    | 20–18     | Singapore |
| 14-6-2006 | Singapore ― Taiwan     | 34–22     | Singapore |

|  | Classifica | G | V | N | P | P+ | P- | diff. | PT |
|  | ---------- | - | - | - | - | -- | -- | ----- | -- |
|  | Kazakistan | 2 | 1 | 0 | 1 | 47 | 20 | +27   | 4  |
|  | Singapore  | 2 | 1 | 1 | 0 | 34 | 51 | -17   | 4  |
|  | Taiwan     | 2 | 1 | 0 | 1 | 42 | 52 | -10   | 4  |

## 4ª divisione
| Data      | Incontro              | Risultato | Sede         |
| --------- | --------------------- | --------- | ------------ |
| 5-6-2006  | Malaysia ― India      | 61–20     | Kuala Lumpur |
| 7-6-2006  | Thailandia ― India    | 50–28     | Bangkok      |
| 22-7-2006 | Thailandia ― Malaysia | 26–37     | Bangkok      |

|  | Classifica | G | V | N | P | P+ | P-  | diff. | PT |
|  | ---------- | - | - | - | - | -- | --- | ----- | -- |
|  | Malaysia   | 2 | 2 | 0 | 0 | 98 | 46  | 52    | 6  |
|  | Thailandia | 2 | 1 | 0 | 1 | 76 | 65  | 11    | 4  |
|  | India      | 2 | 0 | 1 | 1 | 48 | 111 | -63   | 2  |

## 5ª divisione
| Data      | Incontro             | Risultato | Sede   |
| --------- | -------------------- | --------- | ------ |
| 20-5-2006 | Guam ― Filippine     | 14–18     | Guam   |
| 7-6-2006  | Guam ― Pakistan      | 22–27     | Manila |
| 11-6-2006 | Filippine ― Pakistan | 3–24      | Manila |

|  | Classifica | G | V | N | P | P+ | P- | diff. | PT |
|  | ---------- | - | - | - | - | -- | -- | ----- | -- |
|  | Pakistan   | 2 | 2 | 0 | 0 | 51 | 25 | 26    | 6  |
|  | Filippine  | 2 | 1 | 0 | 1 | 21 | 38 | -17   | 4  |
|  | Guam       | 2 | 0 | 0 | 2 | 36 | 45 | -9    | 2  |

## Torneo regionale
| Data      | Incontro             | Risultato | Sede       |
| --------- | -------------------- | --------- | ---------- |
| 27-6-2006 | Cambogia ― Indonesia | 30–7      | Phnom Penh |
| 27-6-2006 | Brunei ― Laos        | 32–17     | Phnom Penh |
| 29-6-2006 | Indonesia ― Laos     | 34–10     | Phnom Penh |
| 29-6-2006 | Cambogia ― Brunei    | 41–10     | Phnom Penh |
| 1-7-2006  | Indonesia ― Brunei   | 32–20     | Phnom Penh |
| 1-7-2006  | Cambogia ― Laos      | 30–0      | Phnom Penh |

|  | Classifica | G | V | N | P | P+  | P- | diff. | PT |
|  | ---------- | - | - | - | - | --- | -- | ----- | -- |
|  | Cambogia   | 3 | 3 | 0 | 0 | 101 | 17 | 84    | 9  |
|  | Indonesia  | 3 | 2 | 0 | 1 | 73  | 60 | 13    | 7  |
|  | Brunei     | 3 | 1 | 0 | 2 | 62  | 90 | -28   | 5  |
|  | Laos       | 3 | 0 | 0 | 3 | 27  | 96 | -69   | 3  |